# 金啸鹟
金啸鹟（学名：Pachycephala pectoralis），是啸鹟科啸鹟属的一种，分布于东帝汶、所罗门群岛、巴布亚新几内亚、斐济、诺福克群岛、澳大利亚、瓦努阿图和印度尼西亚。全球活动范围约为2,140,000平方千米。该物种的保护状况被评为无危。
金啸鹟的平均体重约为34.7克。栖息地包括城市、亚热带或热带的（低地）湿润疏灌丛、亚热带或热带的（低地）干燥疏灌丛、亚热带或热带的湿润低地林、亚热带或热带的旱林、耕地、地中海型疏灌丛、种植园、干燥的稀树草原、亚热带或热带严重退化的前森林、亚热带或热带的沼泽林、亚热带或热带的红树林、乡村花园和亚热带或热带的湿润山地林。